# Storvindeln
Storvindeln er en sø der ligger i Sorsele kommun ligger i  länet Västerbottens län i landskapet Lappland i det nordlige Sverige. Den er omkring 52 km² stor, og har en dybde på op til 36 meter og et volumen på 0,614 km³.  Den uregulerede elv Vindelälven løber gennem søen. Den afvander et areal på 2.940 km²

## Eksterne kilder og henvisninger
1. ↑   VattenWeb, Sveriges meteorologiska och hydrologiska institut

- Sjöareal och sjöhöjd Arkiveret 6. marts 2012 hos  Wayback Machine (3,32 MB; PDF)], Svenskt vattenarkiv (SVAR), Sveriges meteorologiska och hydrologiska institut
- Sjödjup och sjövolym  Arkiveret 6. marts 2012 hos  Wayback Machine (712,6 kB;)  Svenskt vattenarkiv (SVAR), Sveriges meteorologiska och hydrologiska institut

|  | Denne artikel om lokaliteten Storvindeln kan blive bedre, hvis der indsættes et (bedre) billede. Du kan hjælpe ved at afsøge Wikimedia Commons for et passende billede eller lægge et op på Wikimedia Commons med en af de tilladte licenser og indsætte det i artiklen. |

65°42′30″N 17°6′20″Ø / 65.70833°N 17.10556°Ø